# Релігійні свята
Релігійні свята — зведений список церковних свят, що відзначаються різними релігійними громадами в Україні.

## Січень
- 1 січня — Обрізання Христове, День Святого Василія Великого. Відзначається усіма християнами в Україні.
- 5 січня — Другий Святий Вечір
- 6 січня — Богоявлення. Свято Хрещення Ісуса Христа в Йордані.
- 18 січня — День Святої Маргарити Молодшої. Відзначається католиками і протестантами України. Свято присутнє у церковному календарі РКЦвУ. Свято встановлене на честь принцеси з українського монаршого роду.
- 28 січня — День Блаженного Ромейського Імператора Карла I Великого. Шанується католиками України.

## Лютий
- 2 лютого — Стрітення. Відзначається усіма християнами в Україні. Відзначають в пам'ять про те, як Свята Діва Марія принесла до Єрусалимського Храму Ісуса Христа на 40-й день після його народження.
- 11 лютого — День Святої Богородиці Діви Марії Лурдської. Відзначається католиками України. Свято присутнє у церковному календарі РКЦвУ. Від цього свята походить свято «Всесвітній день хворого», який католиками відзначається у той самий день.
- 14 лютого — День святого Валентина. Відзначається католиками і протестантами України. Свято присутнє у церковному календарі РКЦвУ і УЛЦ. Класичною емблемою Валентинового дня вважаються червоні троянди і «валентинки».
- Останній тиждень перед Великим постом — Масниця. Свято зустрічі весни та проводів зими. Головним атрибутом масниці є млинці і народні гуляння.

## Березень
- 1 березня — Новий рік Дажбожий. Відзначається рідновірами.
- 2 березня — День святої Аґнеси. Відзначається католиками і протестантами України. Свято присутнє у церковному календарі РКЦвУ. Встановлене на честь принцеси з українського монаршого роду.
- 4 березня — День святого Казимира. Відзначається католиками України. Свято присутнє у церковному календарі РКЦвУ. Свято встановлене на честь українського королевича.
- 9 березня — День народження Тараса Шевченка. Відзначається усіма рідновірами в Україні.
- 17 березня — День святого Патрика. Відзначається католиками і протестантами України. Свято присутнє у церковному календарі РКЦвУ і УЛЦ.
- 18 березня — День святого Едуарда ІІ Мученика. Відзначається католиками і протестантами України. Свято присутнє у церковному календарі РКЦвУ і УЛЦ.
- 19 — 21 березня — Весняне рівнодення. Відзначається усіма рідновірами в Україні.
- 25 березня — Благовіщення. Відзначається усіма християнами в Україні. В основі свята — повідомлення архангела Гавриїла Діві Марії «благої вісті» (звідси і Благовіщення) про народження у неї божественного немовляти, Спасителя роду людського.

## Квітень
- 7 днів перед Великоднем — Вербна неділя або Вхід Господній у Єрусалим. Відзначається усіма християнами в Україні.
- 8 квітня — День народження Будди. Відзначається усіма буддистами в Україні.
- Перша неділя після першого повного місяця після 21 березня — Великдень або Пасха. Християнське свято Воскресіння Ісуса Христа. Завжди припадає на неділю.
- 23 квітня — День Святого Георгія. Відзначається усіма християнами в Україні.
- 25 квітня — День Святого Марка. Відзначається усіма християнами в Україні.
- Перший четвер після Великодня — Навський Великдень. Традиційне свято, яке відзначають в Україні. Має прадавні дохристиянські корені.
- 29 квітня — День Святої Катерини Сієнської. Християнське Свято на честь Покровительки Європи Святої Катерини Сієнської. Відзначається католиками і протестантами України. Свято присутнє у церковному календарі РКЦвУ і УЛЦ.

## Травень
- 25-й день після Великодня — Рахманський Великдень — традиційне свято, яке відзначають в Україні. Має прадавні дохристиянські корені.
- 4 травня — День Святого Флоріана. Християнське Свято
- 5 травня — Весак. Відзначається усіма буддистами в Україні.
- Друга неділя травня — День матері. Свято присутнє у Календарі Української лютеранської церкви.
- 12 травня — Міжнародний день медичної сестри. Свято є міжнародним і присутнє у Календарі Української лютеранської церкви.
- 13 травня — Об'явлення Пресвятої Богородиці у Фатімі. Відзначається католиками України.
- 40 днів після Великодня — Вознесіння Господнє. Християнське свято на честь вознесіння Ісуса Христа на небо.
- 16 травня — День Святого Іоанна Непомуцького. Відзначається католиками України.
- 21 травня — День Святого Ромейського Імператора Константина І Великого. Відзначається усіма християнами в Україні.

## Червень
- 1 червня — Міжнародний день дітей. Свято присутнє у Календарі Української лютеранської церкви.
- 50 день після свята Великдень — День Святої Трійці. Християнське свято. Завжди припадає на неділю.
- 13 червня — День Святого Антонія Падуанського. Відзначається католиками України.
- Третя неділя червня — День батька. Свято присутнє у Календарі Української лютеранської церкви.
- 22 — 24 червня — Свято бога Купайла. Відзначається усіма рідновірами в Україні.
- 24 червня — Різдво Івана Предтечі. Відзначається усіма християнами в Україні.
- 29 червня — День апостолів Петра і Павла. Відзначається усіма християнами в Україні.

## Липень
- 4 липня — День Святої Королеви Єлизавети. Відзначається католиками і протестантами України. Свято присутнє у церковному календарі РКЦвУ. Свято встановлене на честь Королеви з українського монаршого роду.
- 11 липня — День Святої Ольги. Відзначається усіма християнами в Україні.
- 15 липня — День хрещення Київської Русі — України. Відзначається у день пам'яті святого рівноапостольного князя Володимира.
- 17 липня — День Святої Королеви Гедвіґи І. Відзначається католиками і протестантами України. Свято присутнє у церковному календарі РКЦвУ. Свято встановлене на честь Королеви з українського монаршого роду.
- 20 липня — Свято Перуна. Відзначається усіма рідновірами в Україні.
- 23 липня — День Святої Бригіди. Християнське свято на честь Покровительки Європи Святої Бригіди. Відзначається католиками і протестантами України. Свято присутнє у церковному календарі РКЦвУ і УЛЦ.
- 24 липня — День Святого Бориса. Відзначається усіма християнами в Україні.

## Серпень
- 1 серпня — Маковія. Християнське свято. Ще називають Медовим, або Спасом на воді.
- 6 серпня — Преображення Господнє або Спас
- 9 серпня — День Святої Терези Венедикти від Хреста. Християнське Свято на честь Покровительки Європи Святої Терези Венедикти від Хреста. Відзначається католиками і протестантами України. Свято присутнє у церковному календарі РКЦвУ і УЛЦ.
- 15 серпня — Успіння Пресвятої Богородиці Діви Марії. Відзначається усіма християнами в Україні.
- 23 серпня — День Державного Прапора України. Свято також присутнє у Календарі Української лютеранської церкви.
- 29 серпня — Усікновення голови Івана Хрестителя. Відзначається усіма християнами в Україні.

## Вересень
- 5 вересня — День Святого Гліба. Відзначається усіма християнами в Україні.
- 8 вересня — Різдво Пресвятої Богородиці. Відзначається усіма християнами в Україні.
- 10 вересня — День Святої Цариці Пульхерії. Відзначається православними християнами в Україні.
- 12 вересня — Спомин Пресвятого Імені Діви Марії. Відзначається Католиками. Історія свята пов'язана із Віденською битвою.
- 14 вересня — Воздвиження Хреста Господнього. Відзначається усіма християнами в Україні.
- 15 вересня — Спомин Пресвятої Діви Марії Страждальної. Відзначається Католиками.
- 16 вересня — День Святої Людмили. Відзначається усіма християнами в Україні.
- 17 вересня — День Святих Віри, Надії, Любові та матері їх Софії. Відзначається усіма християнами в Україні.
- 19 вересня — День Святого Ігоря ІІ. Відзначається усіма християнами в Україні.
- 20 вересня — День Святого Євстафія. Відзначається усіма християнами в Україні.
- Третя неділя вересня — День подяки Богу. Відзначається протестантами України.
- 23 вересня — День Святого Отця Піо. Відзначається католиками в Україні.
- 28 вересня — День Святого Вячеслава. Відзначається усіма християнами в Україні.
- 29 вересня — Собор Архангелів Михаїла, Гавриїла, Рафаїла. Відзначається Католиками.

## Жовтень
- 1 жовтня — Покрова Пресвятої Богородиці. Християнське свято.
- 2 жовтня — День Святого Андрея Юродивого. Відзначається усіма християнами в Україні.
- 3 жовтня — День Святого Діонісія Ареопагіта. Відзначається усіма християнами в Україні.
- 4 жовтня — День Святого Франциска. Відзначається Католиками.
- 7 жовтня — Свято Пресвятої Діви Марії Розарію. Відзначається Католиками.
- 31 жовтня — День Реформації. Відзначається протестантами України.
- Ніч з 31 жовтня на 1 листопада — Велесова ніч. Відзначається рідновірами в Україні.

## Листопад
- 1 листопада — День усіх святих. Відзначається католиками і протестантами України. Свято присутнє у церковному календарі РКЦвУ і УЛЦ. На Заході Україні свято отримало другу назву «Задушні дні».
- 2 листопада — День усіх померлих вірних. Відзначається католиками України. Свято присутнє у церковному календарі РКЦвУ. На Заході Україні свято отримало другу назву «Задушні дні».
- 8 листопада — Собор Архистратига Михаїла. Християнське свято
- 17 листопада — День Святої Принцеси Єлизавети. Відзначається католиками і протестантами України. Свято присутнє у церковному календарі РКЦвУ. Свято встановлене на честь принцеси з українського монаршого роду.
- 21 листопада — Введення в храм Пресвятої Богородиці. Християнське свято
- 30 листопада — День Святого Андрія. Відзначається усіма християнами в Україні.

## Грудень
- 6 грудня — День святого Миколая. Відзначається усіма християнами в Україні.
- 22 — 25 грудня — Свята вечеря, Різдво світла Дажбожого, Різдво Коляди. Відзначається усіма рідновірами в Україні.
- 24 грудня — Перший Святий Вечір. Відзначається усіма християнами в Україні. Одне з найурочистіших свят. Його відзначають напередодні Різдва Христового.
- 25 грудня — Різдво Христове. Відзначається християнськими громадами в Україні.
- 31 грудня — День Святої Меланії. Відзначається усіма християнами України. У цей день святкують Зустріч Нового року.